# 大岡越前祭
大岡越前祭（おおおかえちぜんさい）は、神奈川県茅ヶ崎市で行われる祭り。

## 解説

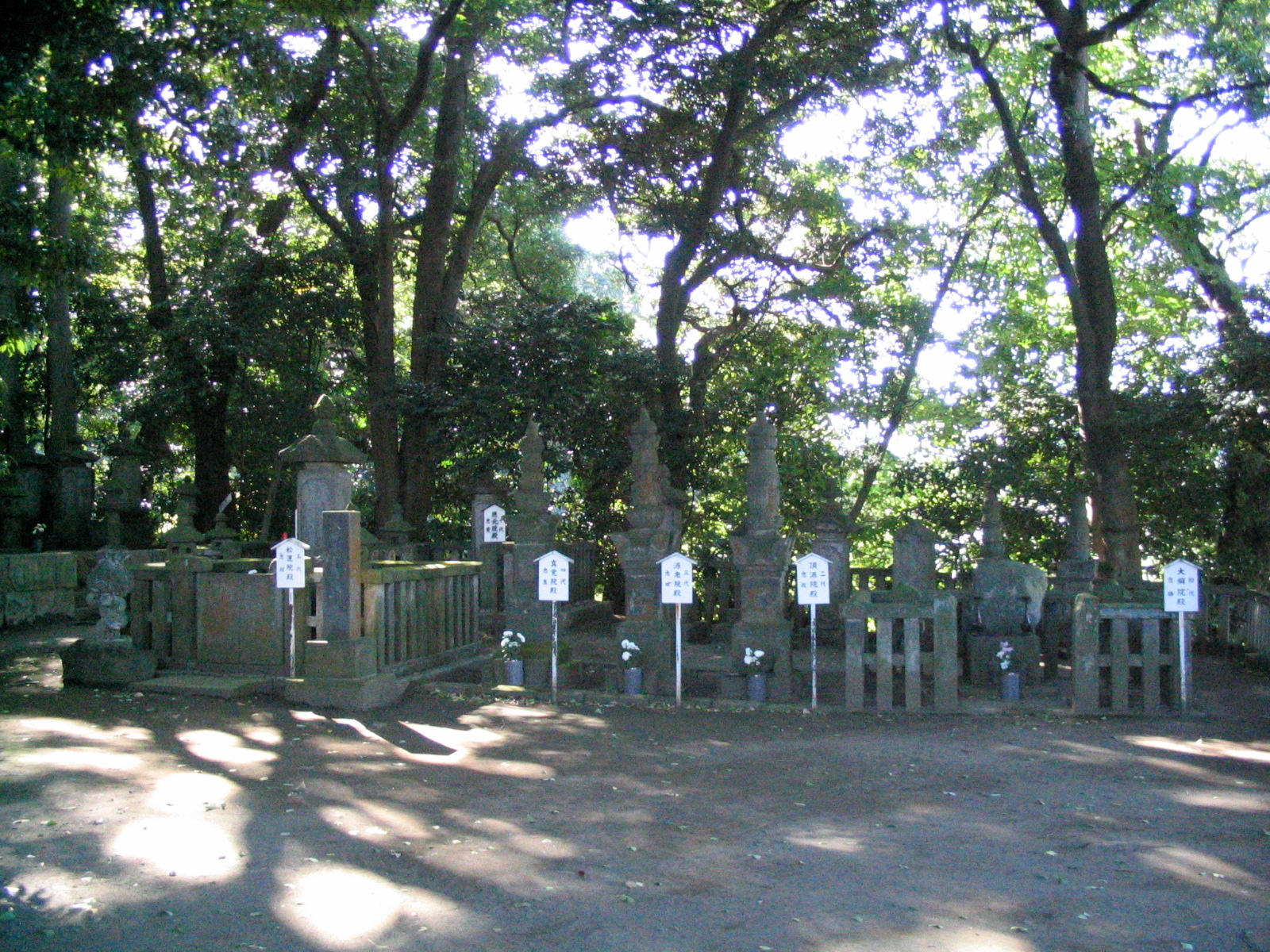
大岡家墓所　一番左が忠相の墓

毎年4月中旬の土曜と日曜の2日間（ただし統一地方選挙が執行される年は、4月下旬から5月初旬のゴールデンウィーク時）に、大岡忠相の遺徳を偲んで行なわれる。
土曜日は大岡家累代の菩提寺である浄見寺で盛大な墓前法要と地元住民による地元まつりが実施され、日曜日は茅ケ崎駅周辺でバトンガール、鼓笛隊、木遣り、稚児行列、手古舞、越前行列、祭囃子、御輿のパレードが行われる。
2020年3月12日、新型コロナウイルス感染症の拡大を受け、大岡越前祭準備委員会はこの年の開催中止を決定した。

## 起源

大岡氏の家紋

大岡家は相模国高座郡堤村（神奈川県茅ヶ崎市堤）を治めていた一族であり、大岡忠相はその第5代当主である。1911年（明治44年）に忠相に対して従四位が贈られ、翌1912年（大正元年）11月19日に浄見寺境内の忠相の墓前で贈位祭が行なわれた。これが大岡祭の始まりである。
その後は関東大震災や戦争などで一時的に中断していたが、1956年（昭和31年）に大岡越前祭と改称して再開した。